# Чёрно-жёлто-белый флаг
Чёрно-жёлто-белый флаг — официальный флаг Российской империи с 11 (23) июня 1858 года. В 1883 году император Александр III распорядился в торжественных случаях вывешивать исключительно бело-сине-красный русский флаг, однако чёрно-жёлто-белый флаг при этом официально не отменялся. В 1896 году в повелении императора Николая II указывалось, что бело-сине-красный флаг признаётся национальным «во всех случаях» (таким образом, в конце XIX века чёрно-жёлто-белый флаг вышел из официального употребления).
Формально использование данного флага распространялось на правительственные учреждения, административные и казённые здания, в то время как частные лица могли поднимать только бело-сине-красные флаги.

## Описание флага и значение его цветов

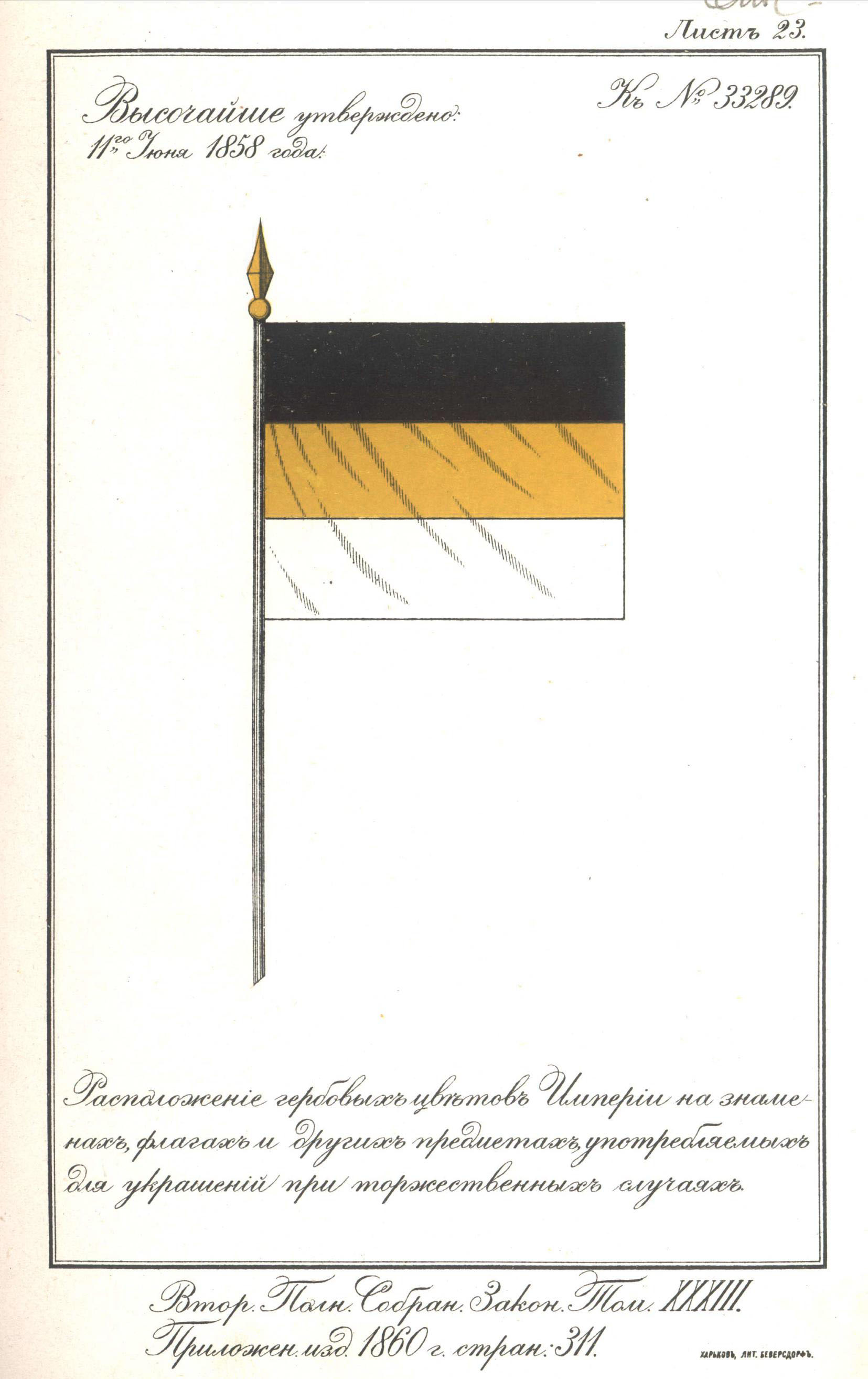
Высочайше утверждённый рисунок «расположения гербовых цветов Империи на знамёнах, флагах и других предметах, употребляемых для украшений при торжественных случаях» в приложении к указу Александра II от 11 (23) июня 1858 года

Флаг состоял из трёх горизонтальных равновеликих полос: чёрной, жёлтой (золотой) и белой (серебряной). Официальная трактовка цветов флага была утверждена указом императора Александра II от 11 (23) июня 1858 года:

Описание Высочайше утверждённого рисунка расположения гербовых цветов Империи на знамёнах, флагах и других предметах, употребляемых для украшений при торжественных случаях.
Расположение сих цветов горизонтальное, верхняя полоса чёрная, средняя жёлтая (или золотая), а нижняя белая (или серебряная).
Первые полосы соответствуют чёрному Государственному орлу в жёлтом или золотом поле, и кокарда из сих двух цветов была основана Императором Павлом I, между тем как знамёна и другие украшения из сих цветов употреблялись уже во время Царствования Императрицы Анны Иоанновны.
Нижняя полоса белая или серебряная соответствует кокарде Петра Великого и Императрицы Екатерины II. Император же Александр I, после взятия Парижа в 1814 году, соединил правильную гербовую кокарду с древнею Петра Великого, которая соответствует белому или серебряному всаднику (Св. Георгию) в Московском гербе.
— 
Ввиду того, что тинктурами государственного герба Российской империи являлись чернь, золото и серебро, обозначение цвета средней полосы флага могло отличаться в различных источниках и указывалось как «жёлтый», «золотой» или «оранжевый».
Поскольку в указе от 11 июня 1858 года статус чёрно-жёлто-белого флага не был чётко определён, в историографии используются разные названия этого флага: «гербовый флаг», «флаг романовских цветов», «государственный флаг», «национальный флаг», «флаг гербовых цветов», «гербовый флаг Российской империи».

## История флага

### До 1858 года

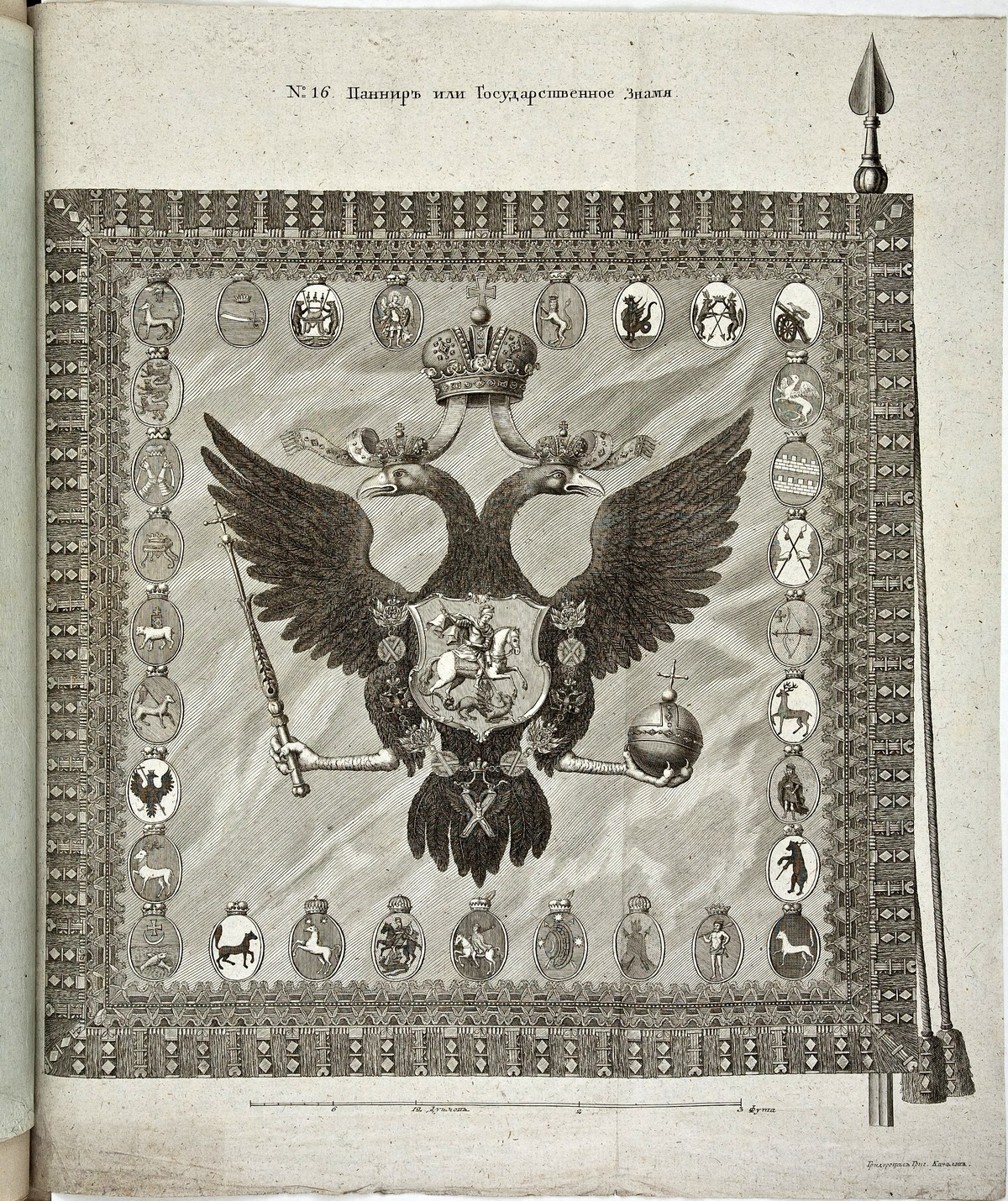
Государственное знамя, созданное к церемонии коронации Елизаветы Петровны, 1742 год

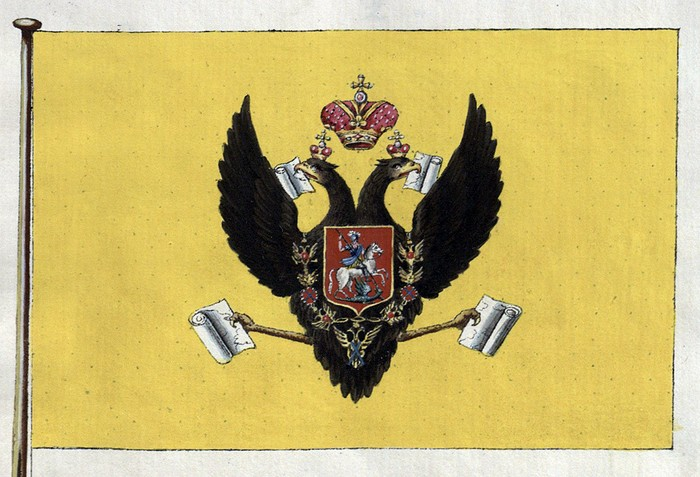
Императорский судовой штандарт, 1835 год

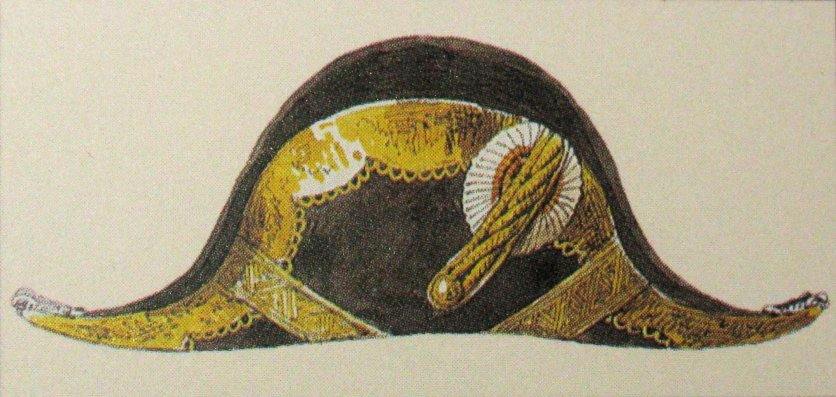
Русская кокарда чёрно-оранжево-белых цветов на двууголке гражданского чиновника, 1855 год

Впервые сочетание чёрного, жёлтого и белого цветов отмечено в начале XVIII века при Петре І на его судовом штандарте (этот флаг указывал на личное присутствие государя на военном корабле): на жёлтом (золотом) полотнище помещался чёрный двуглавый орёл с белыми картами четырёх морей в клювах и лапах. Официально же «гербовые цвета» Российской империи были обозначены при императрице Екатерине I — в указе Сената от 11 (22) марта 1726 года об изготовлении новой Государственной печати российский герб описывался как «орёл чёрный с распростёртыми крыльями в жёлтом поле».
17 (28) августа 1731 года императрицей Анной Иоанновной утверждена белая кокарда для армии (белый бант), которая была названа «Российским полевым знаком», а в драгунских и пехотных полках офицерам предписывалось иметь шарфы в том числе и «по Российскому гербу», из чёрного шёлка с золотом (либо из чёрного и жёлтого шёлка).
В 1742 году в связи с предстоящей коронацией императрицы Елизаветы Петровны впервые изготовлено Государственное знамя (в дальнейшем такие знамёна использовались на различных торжественных церемониях с участием российских императоров, при коронациях, а также погребениях государей). Оно представляло собой жёлтое полотнище с изображением на обеих его сторонах чёрного двуглавого орла в окружении овальных щитков с территориальными гербами упомянутых в императорском титуле земель.
В царствование Петра III, наряду с белыми, появляются и чёрно-жёлтые кокарды, а уже при Павле I в 1796 году устанавливается офицерская кокарда в виде чёрного банта с узкими оранжевыми полосками.
В 1815 году при императоре Александре I к имевшимся двум цветам кокарды, чёрному и оранжевому, добавился третий — белый (серебряный). В том же году в честь победы над Наполеоном на общественных зданиях в России были вывешены флаги чёрно-жёлто-белых цветов.
В 1834 году император Николай I утверждает «Положение о Гражданских мундирах», вследствие чего кокарда чёрного, оранжевого и серебряного (белого) цветов, как отличительный знак принадлежности к Российскому государству, становится атрибутом не только униформы армейских и флотских офицеров, но и головных уборов гражданских чиновников.

### 1858—1917 годы
Во второй половине 1850-х годов под руководством Б. В. Кёне, ставшего в июне 1857 года управляющим Гербовым отделением Департамента герольдии Правительствующего Сената, проводилась масштабная реформа российской геральдики. Также был поднят вопрос о пересмотре государственных цветов Российской империи.
11 (23) июня 1858 года по инициативе Б. В. Кёне указом императора Александра ІІ утверждён рисунок флага «гербовых цветов Империи» (чёрно-жёлто-белый). Сфера применения нового флага была ограниченной: он предназначался прежде всего для украшения зданий, улиц и площадей в торжественных случаях. На торговых и прочих гражданских судах продолжали развеваться бело-сине-красные триколоры, у посольств и консульств Российской империи имелись свои флаги с особым рисунком.
В том же году в типографии III Отделения Собственной Его Императорского Величества канцелярии издаётся сочинение генерала А. П. Языкова «О русском государственном цвете», в котором обосновывается мысль, что национальные (государственные) цвета России должны соответствовать цветам государственного герба. По идее А. П. Языкова — это чёрный, оранжевый (золотой) и белый (серебряный) цвета.
Первоначально утверждённый императором чёрно-жёлто-белый флаг именовали «гербовым народным флагом», позднее он был назван «национальным». В настоящее время в российской историографии этот флаг признаётся первым официально утверждённым государственным (национальным) флагом Российской империи (при этом де-факто начиная с XVIII века и до 1858 года функции национального флага выполнял бело-сине-красный флаг, который чаще всего считали таковым как в России, так и за границей).
1 (13) января 1865 года своим именным указом Александр ІІ учреждает медаль «За усмирение Польского мятежа 1863—1864 годов», цвета ленты которой — чёрный, оранжевый и белый — были названы «государственными». В дальнейшем чёрно-жёлто-белые цвета («цвета Российской империи») также помещались на гербы Бессарабской и Кутаисской губерний (утверждены соответственно в 1878 и 1870 годах).

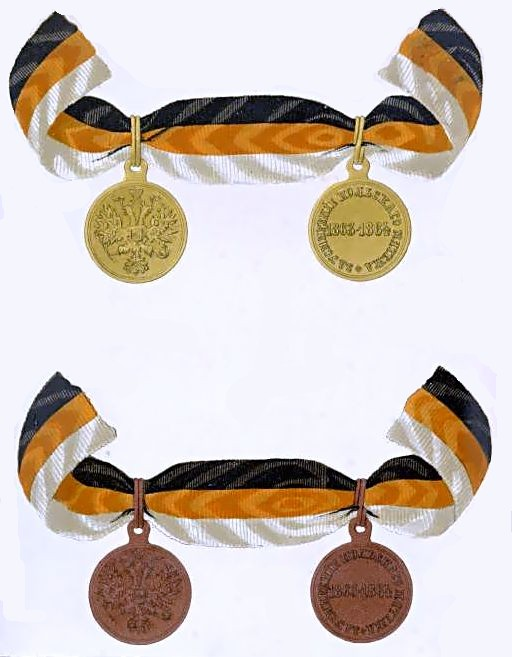
Медали «За усмирение Польского мятежа 1863—1864 годов» с лентой «государственных цветов», 1865 год
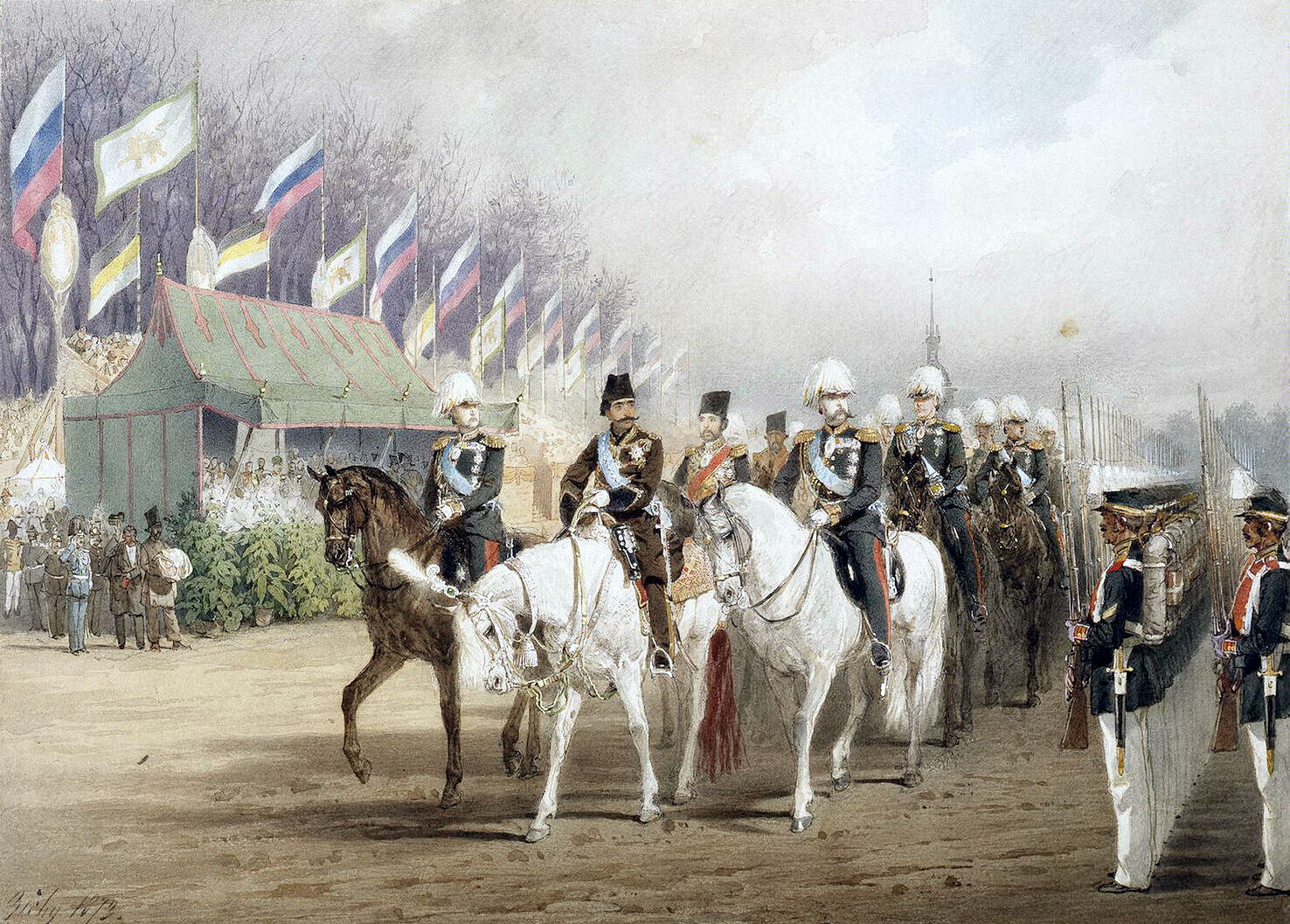
Михай Зичи. «Александр II и шах Наср-эд-Дин во время парада на Царицыном лугу» (для украшения павильонов в 1873 году использовались чёрно-жёлто-белые и бело-сине-красные флаги)
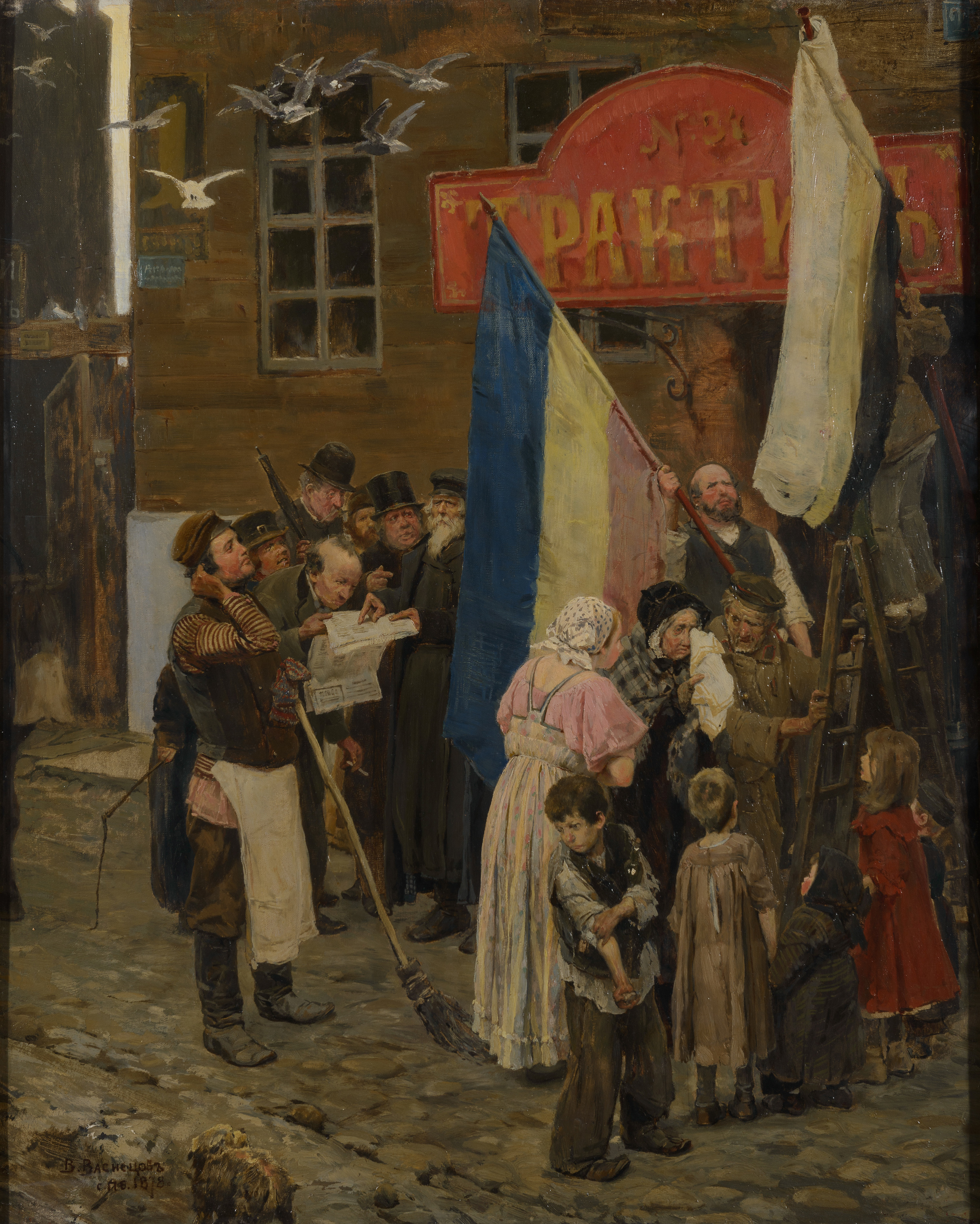
В. М. Васнецов. «Известие о взятии Карса», 1878 год
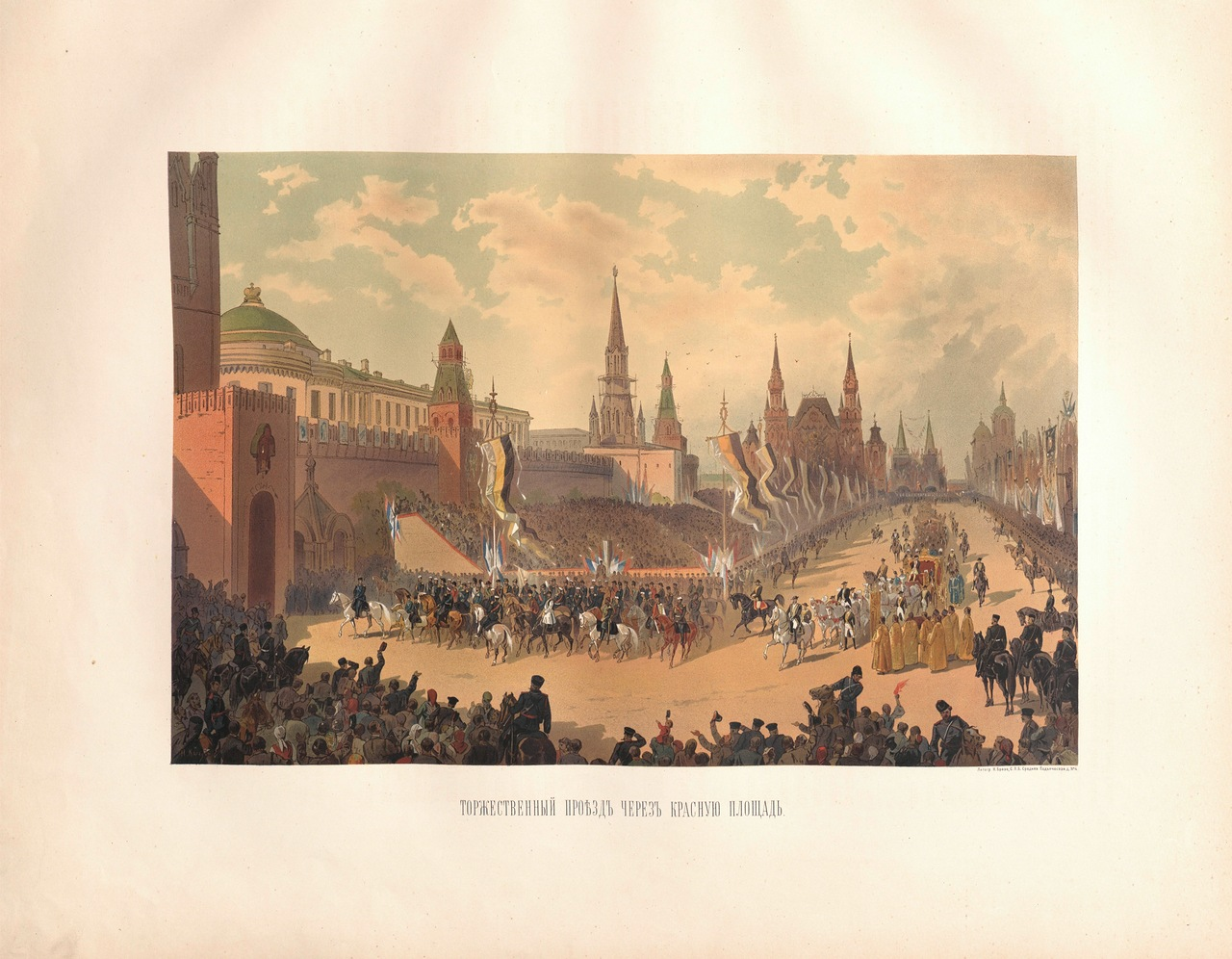
Н. Н. Каразин. «Торжественный проезд через Красную площадь» (хромолитография Н. К. Брезе из коронационного альбома Александра III)

Чёрно-жёлто-белый флаг существовал в качестве официального в течение почти 25 лет. Однако 28 апреля (10 мая) 1883 года, накануне коронации Александра III, появилось Высочайшее повеление «О флагах для украшения зданий в торжественных случаях». Оно разрешало использовать для украшения зданий только бело-сине-красные флаги:

По всеподданнейшему Министра Внутренних Дел докладу, Государь Император, в 28-й день Апреля 1883 года, Высочайше повелеть соизволил: чтобы в тех торжественных случаях, когда признаётся возможным дозволить украшение зданий флагами, был употребляем исключительно русский флаг, состоящий из трёх полос: верхней — белого, средней — синего и нижней — красного цветов…
— 
В 1896 году Особое совещание при Министерстве юстиции по обсуждению вопроса о российском национальном флаге под председательством генерал-адъютанта К. Н. Посьета записало по поводу Высочайшего повеления от 28 апреля 1883 года:

Что касается закона 1883 года об украшении зданий исключительно бело-сине-красным флагом, то из письменного Всеподданнейшего доклада, находящегося в деле, Совещанием усмотрено, что Министр Внутренних дел Статс-Секретарь граф Толстой представлял к Высочайшему утверждению два флага: чёрно-оранжево-белый и бело-сине-красный, первый — как национальный и второй — как торговый, и что Государь Император избрал из них последний флаг, назвав его исключительно русским и тем, казалось бы, окончательно разрешил вопрос о единстве нашего государственного народного флага.
— 

Эскиз Государственного знамени Российской империи работы художника
А. И. Шарлеманя (1882 год). Подобное знамя с бахромой государственных цветов (чёрно-жёлто-белой) было создано к коронации Александра III, состоявшейся в 1883 году

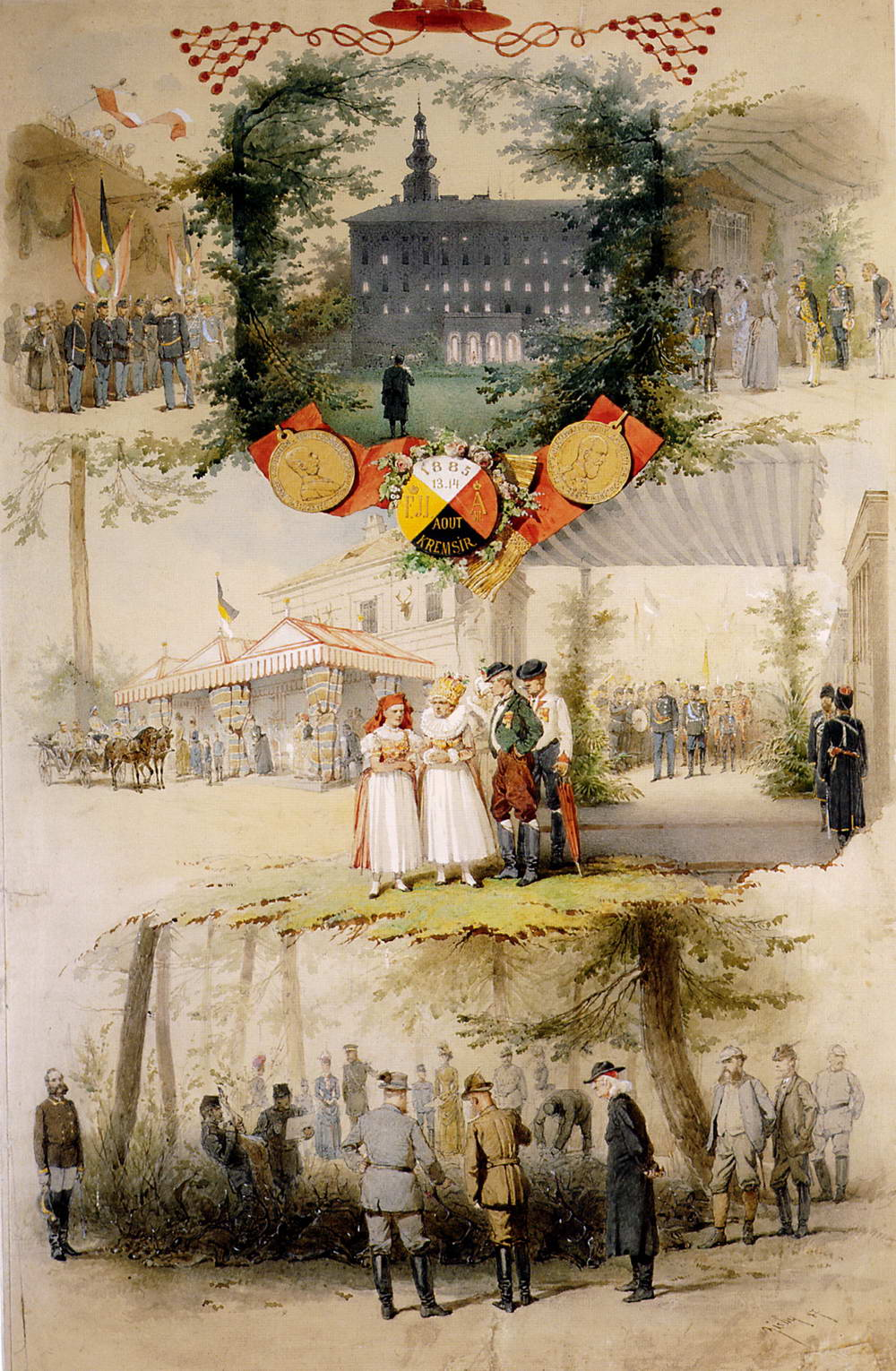
Михай Зичи. «Встреча Александра III и австрийского императора Франца Иосифа в Кремзире 13—14 августа 1885 года»

Несмотря на это, чёрно-жёлто-белые флаги продолжали использоваться в торжественные дни как при коронации Александра III, так и впоследствии. К примеру, в августе 1885 года они поднимались как национальные при встрече российского императора Александра III с австрийским императором Францом Иосифом в Кремзире, а в феврале 1887 года вышел приказ по военному ведомству № 34, в котором в качестве имущества, полагавшегося военным госпиталям и лазаретам, а также военно-санитарному транспорту в военное время, указаны два флага — чёрно-жёлто-белый флаг (названный как «национальный») и белый флаг с красным крестом.
В конце XIX века известный сторонник чёрно-жёлто-белого флага Е. Н. Воронец в своих публикациях пытался доказать, что Высочайшее повеление Александра III 1883 года о флагах для украшения зданий в торжественных случаях, объявленное министром внутренних дел на основе устного распоряжения императора, не могло отменить подписанный собственноручно его предшественником, императором Александром II, указ от 1 (13) января 1865 года об учреждении медали «За усмирение Польского мятежа 1863—1864 годов», в котором «государственными цветами» были названы чёрный, оранжевый и белый. Е. Н. Воронец считал, что именной указ императора Александра II мог бы отменить только соответствующий указ, также лично подписанный российским императором. Тем не менее положения Высочайшего повеления 1883 года об использовании для украшения зданий только бело-сине-красного русского флага исполнялись местными властями. Так, 15 (27) мая 1892 года в праздничный день воспоминания коронации императора Александра III харьковская полиция потребовала снятия со зданий вывешенных чёрно-жёлто-белых флагов, что имело определённый общественный резонанс.
Продолжавшаяся в обществе дискуссия о цветах русского национального флага потребовала в преддверии коронации Николая II созыва Особого совещания при Министерстве юстиции под председательством генерал-адъютанта К. Н. Посьета для обсуждения этого вопроса (заседания Совещания проходили в марте — апреле 1896 года). Решение Совещания было подготовлено изданием анонимной брошюры «Происхождение флагов и их значение» и рассылкой её членам Совещания с пометой «Печатано по распоряжению Председателя Особого Высочайше утверждённого Совещания»; доклад председателя Совещания повторил положения указанной брошюры.
Участники Особого совещания проанализировали итоги предварительно проделанной работы по изучению истории происхождения различных флагов. В опубликованных материалах Совещания давалось следующее заключение:

Разнообразны были цвета как кокард и гербов, так и знамён, и как легко эти цвета менялись. Не было цветов, которым бы отдавалось предпочтение и которые бы имели значение государственных… Поэтому о четырёхвековом существовании каких-либо цветов в качестве российских государственных, как утверждают авторы брошюр и газетных статей, доказывающих историческое значение цветов чёрного, оранжевого и белого, и речи быть не может.
— 
Совещание единодушно пришло к выводу, что:

…флаг бело-сине-красный имеет право называться Российским или национальным, и цвета его белый, синий и красный именоваться государственными; флаг же чёрно-оранжево-белый не имеет к тому ни геральдических, ни исторических основ.
— 
В качестве аргументов для подобного вердикта, в частности, были приведены и такие:

…народные цвета, для наружного знака или флага, следует искать в народном быте, народном вкусе, в проявлениях народной жизни, а также и в природе России…
Великороссийский крестьянин в поле и в праздник ходит в красной или синей рубашке, малорос[sic] и белорус — в белой, бабы русские рядются в сарафаны также красные и синие.
Вообще, в понятиях русского человека — что красно, то и хорошо и красиво…
Если к этому присоединить белый цвет снежного савана, в который вся Россия облекается в течение более полугода, то, на основании и этих признаков, будет ясно, что для эмблематического выражения наружного вида России необходимо употребить цвета: белый, синий и красный.
— 
В итоге, 29 апреля (11 мая) 1896 года по докладу великого князя генерал-адмирала Алексея Александровича, руководившего морским ведомством, император Николай II принял решение о признании «во всех случаях бело-сине-красного флага национальным».
В соответствии с этим повелением коронация Николая II, состоявшаяся 14 (26) мая 1896 года, прошла со множеством бело-сине-красных флагов. Однако флаги и ленты бело-жёлто-чёрных цветов также использовались для украшения.
В конце XIX века чёрно-жёлто-белый флаг был по сути вытеснен бело-сине-красным национальным флагом. При этом чёрно-жёлто-белые (чёрно-оранжево-белые) цвета начали восприниматься в русском обществе как сугубо монархические, «романовские». На ленте именно таких цветов, правда, расположенных в обратном порядке, полагалось ношение медалей «В память похода эскадры адмирала Рожественского на Дальний Восток» и «В память 300-летия царствования дома Романовых», учреждённых соответственно в 1907 и 1913 годах. В свою очередь, бело-сине-красный флаг стал поистине национальным флагом, он сопровождал ярмарки и другие народные праздники, а уже во время русско-японской войны 1904—1905 годов его можно было встретить и в армейских частях.

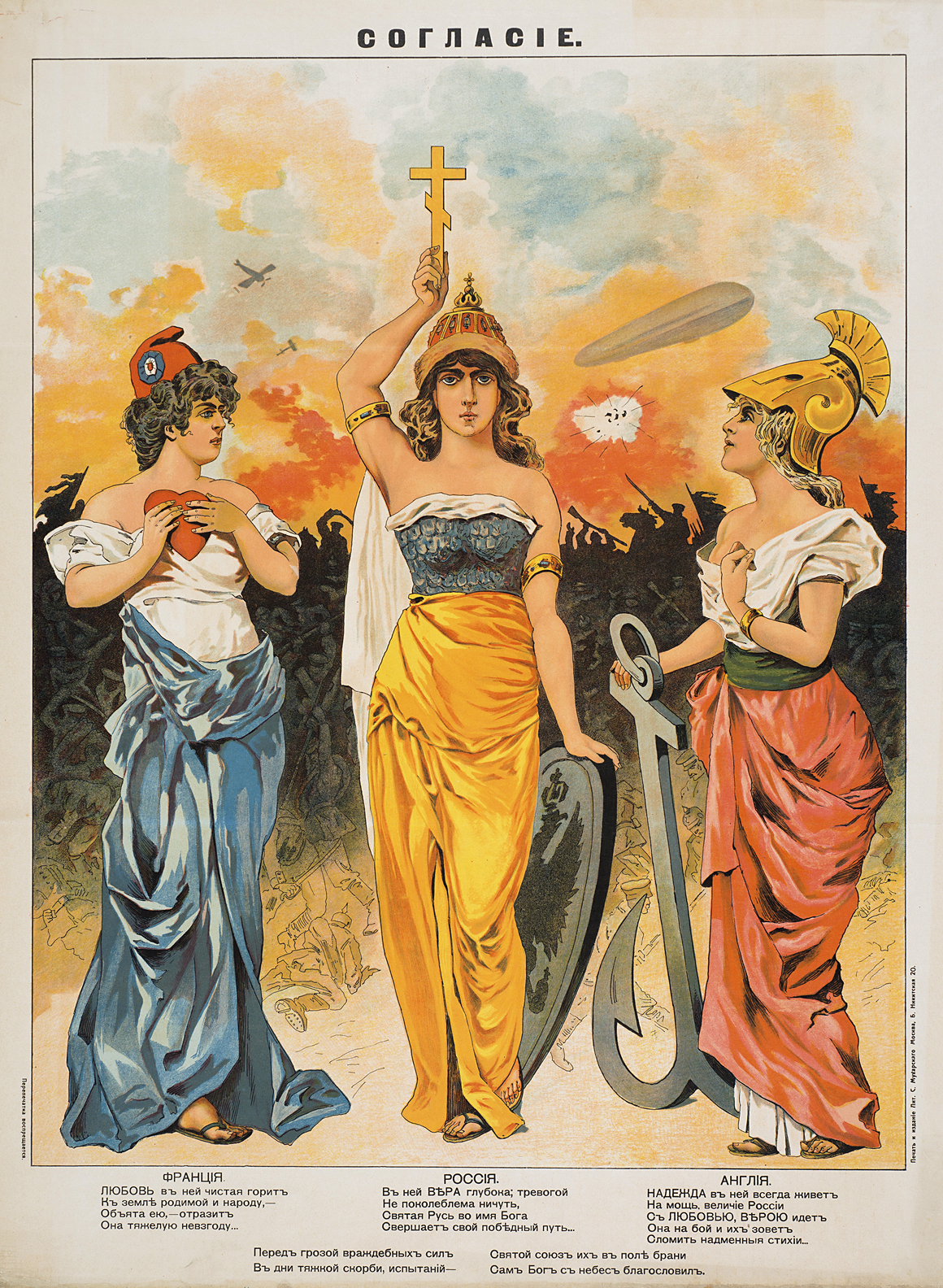
Символический образ России (в центре) в бело-чёрно-жёлтых цветах. Плакат 1914 года

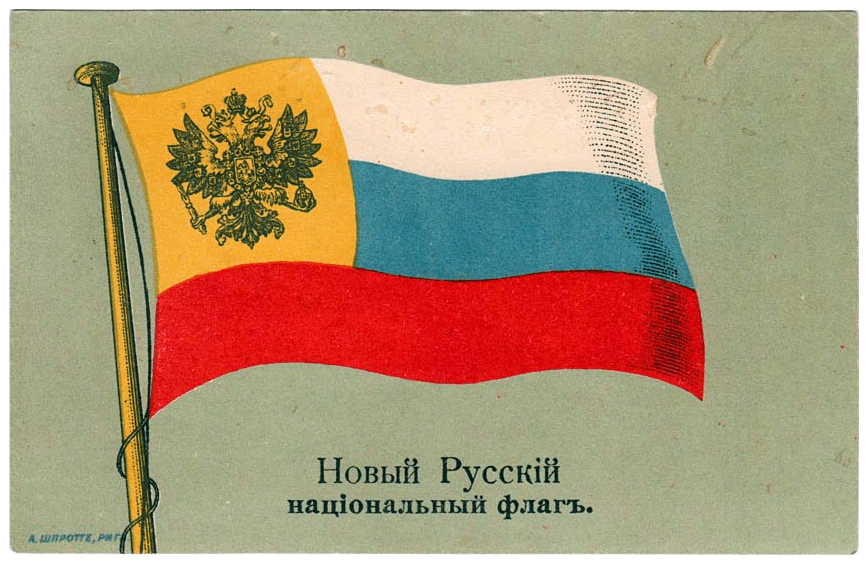
Флаг-символ «единения Царя с народом». Почтовая открытка 1914 года

Перед важнейшим событием — 300-летием Дома Романовых — сторонники монархических устоев вновь инициировали обсуждение вопроса о цветах российского национального флага.
10 (23) мая 1910 года было созвано новое Высочайше утверждённое при Министерстве юстиции Особое совещание «для всестороннего и по возможности окончательного выяснения вопроса о государственных русских национальных цветах» под председательством товарища (заместителя) министра юстиции А. Н. Верёвкина. В его работе приняли участие представители различных министерств (юстиции, народного просвещения, Императорского двора, морского, иностранных дел, внутренних дел), Департамента герольдии Сената, Эрмитажа и Императорской публичной библиотеки.
Членами Особого совещания предлагались различные варианты национального флага, по данной теме велась острая полемика в прессе. Активными сторонниками чёрно-жёлто-белого флага были Ю. В. Арсеньев, В. Е. Белинский, Е. Н. Воронец и — с оговорками — Н. П. Лихачёв. Совещание выявило отсутствие строгих геральдических оснований как для чёрно-жёлто-белых, так и для бело-сине-красных цветов национального флага. При этом исходя из геральдического принципа соответствия цветов государственного флага гербовым цветам, большинство участников Совещания высказалось за то, чтобы признать государственными цветами России чёрный, жёлтый (золотой) и белый (серебряный). Однако по сообщению П. И. Белавенца, расположение этих цветов предлагалось установить обратным по сравнению с цветами «гербового народного флага» времён Александра II — члены Совещания остановились на бело-жёлто-чёрном флаге. Особое совещание проработало до 9 (22) мая 1912 года, никаких практических последствий, кроме образования новой комиссии при Морском министерстве, его выводы не имели, а бело-сине-красный флаг продолжал использоваться в качестве национального флага России.
В свою очередь, особая комиссия при Морском министерстве под председательством министра И. К. Григоровича констатировала:

…изменение национальных флагов, как военных, так и коммерческих в иностранных государствах имело место лишь в тех случаях, когда страна переживала государственный переворот или же после крупных политических событий.
— 
В итоге вынесенное заключение Особого совещания при Министерстве юстиции так и «не удостоилось высочайшего окончательного решения».
В августе 1914 года, после начала Первой мировой войны, циркуляром № 29897 Министерства внутренних дел Российской империи было предписано на манифестациях использовать новый флаг — бело-сине-красное полотнище с чёрным двуглавым орлом в жёлтом квадрате у древка (его также разрешалось использовать «в частном быту»). Этот флаг фактически соединил императорский штандарт с русским национальным флагом, его символика подчёркивала «единение Царя с народом». Указанный флаг в некоторых дореволюционных публикациях назывался «новым русским национальным флагом», хотя он никогда не был официальным национальным флагом Российской империи и достаточно редко использовался (в основном в печатной продукции).

### После 1917 года
До нашего времени сохранилось чёрно-жёлто-белое знамя, предположительно, Западной добровольческой армии, действовавшей в Прибалтике в годы Гражданской войны в России.
В 1929 году главой Российского императорского дома великим князем Кириллом Владимировичем в эмиграции учреждён Императорский военный орден Святителя Николая Чудотворца, который носится чёрно-жёлто-белой ленте («романовских цветов»).
Флаг в бело-жёлто-чёрных цветах (белое полотнище с жёлтым ромбом и чёрной свастикой в нём) использовала русская белоэмигрантская антисоветская организация 1930-х — начала 1940-х годов — Российская фашистская партия (РФП). Согласно уставу партии партийный флаг РФП вывешивался вместе с национальным бело-сине-красным. В чёрно-жёлто-белых цветах была выдержана и остальная символика РФП: партийный знак, знамя партии, нарукавная нашивка и прочее.

Знак Императорского военного ордена Святителя Николая Чудотворца 1-й степени
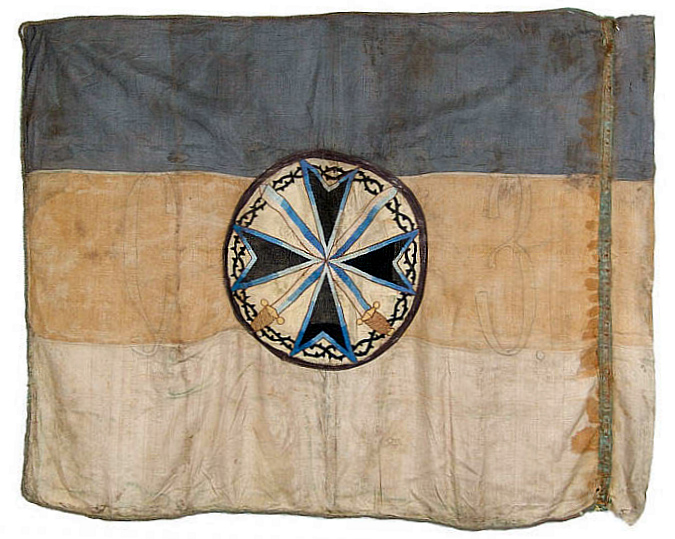
Предположительно, знамя Западной добровольческой армии Бермондта-Авалова
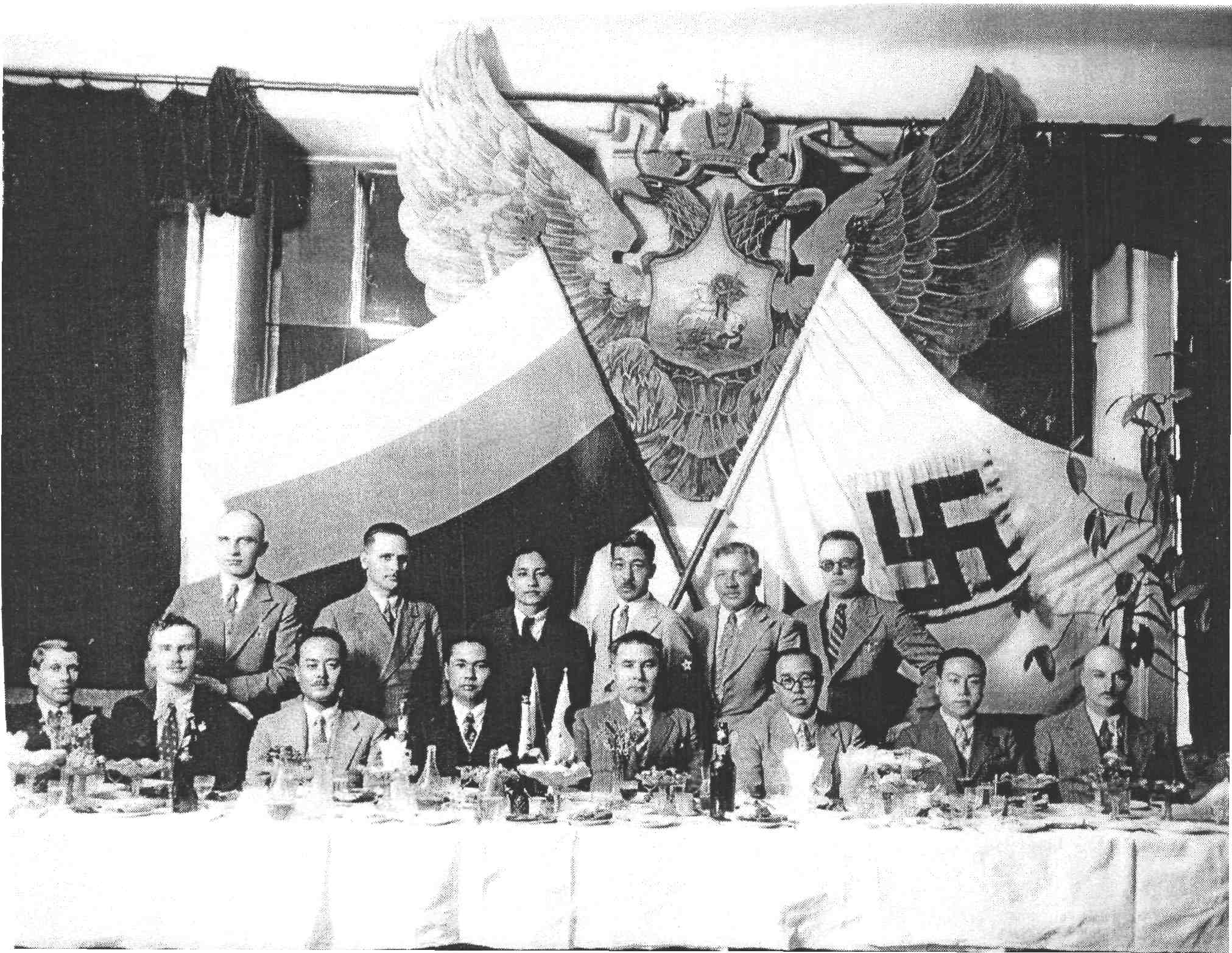
Российские эмигранты в Маньчжурии. Бело-жёлто-чёрный флаг и партийный флаг Российской фашистской партии
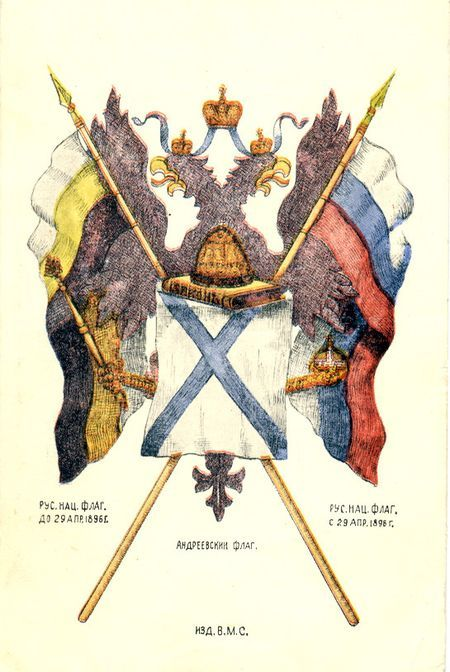
Часть страницы (без верхней надписи с названием издания) «Русского календаря 1957» (издан в эмиграции Высшим монархическим советом)

В конце 1980-х годов чёрно-золото-белый флаг начала использовать значительная часть монархистов и сторонников консервативных движений в России, противопоставляя его бело-сине-красному флагу, который, начиная с 1988 года, стал использоваться демократическим движением. Требование установления официального статуса этого флага (в той или иной форме) появляется и в программных документах ряда общественных объединений.
Во время «Августовского путча» чёрно-жёлто-белый флаг, наряду с бело-сине-красным, использовался противниками ГКЧП.
В проекте Основного закона России, официально предложенном Союзом возрождения России и Конгрессом русских общин в марте 1993 года для рассмотрения на Съезде народных депутатов, предусматривалось установление чёрно-жёлто-белого флага в качестве государственного флага России:

12.2. Государственный флаг России представляет собой прямоугольное полотнище с равновеликими горизонтальными полосами: верхняя полоса чёрного цвета, средняя — золотого цвета, нижняя — белого цвета. Подробное описание и применение государственного флага определяются законом.
— 
Во время событий сентября — октября 1993 года в Москве чёрно-жёлто-белый флаг (наряду с Андреевским флагом и флагами СССР и РСФСР) использовался сторонниками Верховного Совета России. В дальнейшем предложение об утверждении чёрно-жёлто-белого флага в качестве государственного флага Российской Федерации вносились депутатами Государственной думы В. В. Жириновским и Н. В. Курьяновичем. В настоящее время чёрно-жёлто-белый флаг используется русскими националистическими, монархическими, казачьими и патриотическими организациями, а также футбольными фанатами.
С 2005 года флаг является одним из основных символов, используемых на «Русском марше» — ежегодных шествиях и митингах русских националистических групп, организаций и движений (часть из которых являются неонацистскими), проходящих в День народного единства, 4 ноября, в ряде городов России и постсоветских стран.

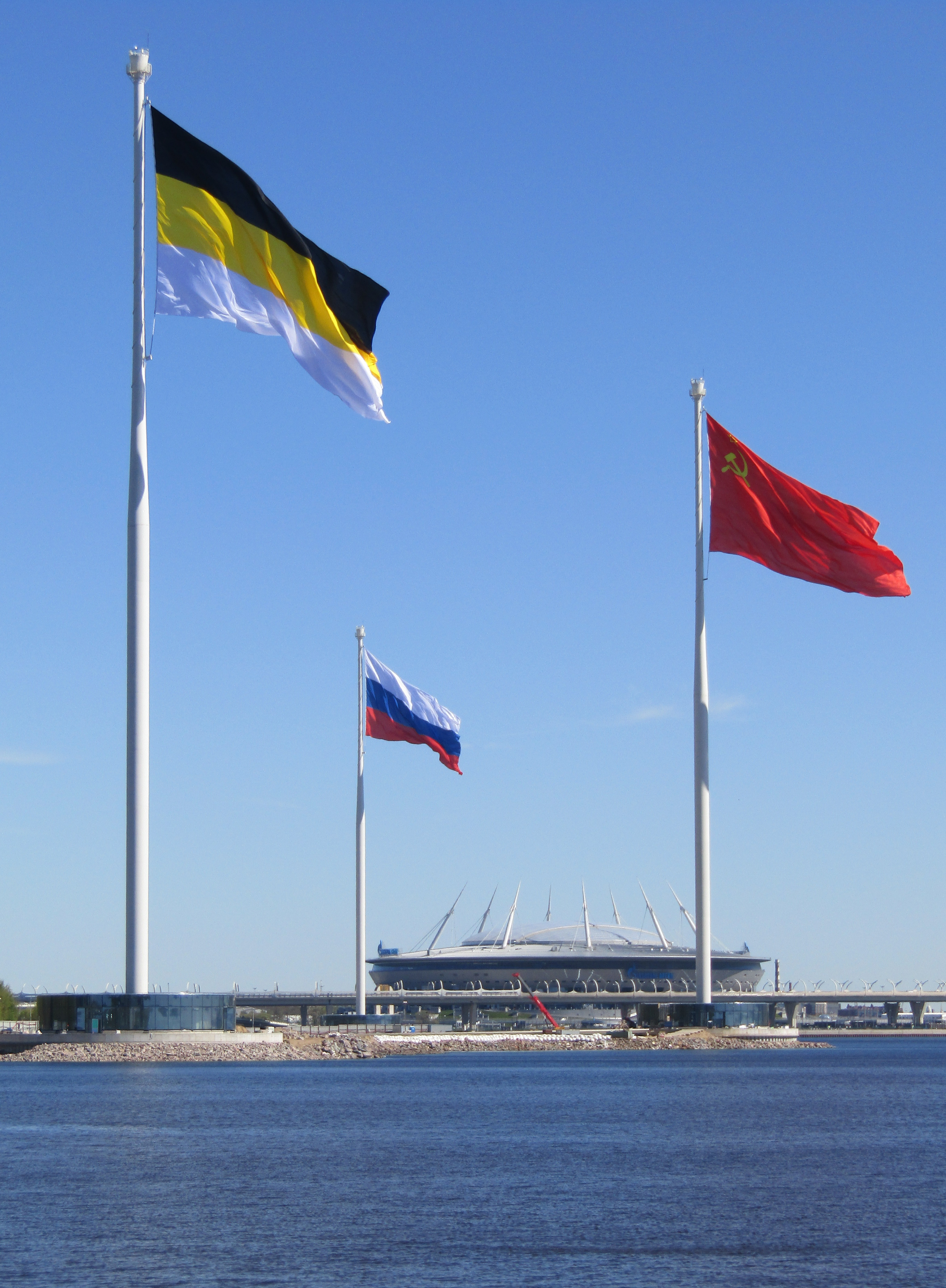
Исторические флаги Российской империи и СССР, а также Государственный флаг России в парке 300-летия Санкт-Петербурга

В 2013 году депутат Законодательного собрания Санкт-Петербурга Виталий Милонов выдвинул инициативу о присвоении чёрно-жёлто-белому флагу особого статуса с целью его очистки «от экстремистского налёта». В феврале 2014 года Законодательное собрание поддержало в первом чтении постановление о внесении в Государственную думу законопроекта о признании чёрно-жёлто-белого флага официальным историческим символом РФ и придании ему особого правового статуса, но в 2017 году документ был снят с регистрационного учёта.
13 августа 2014 года председатель парламента «Новороссии» Олег Царёв представил новый флаг Новороссии — бело-жёлто-чёрное полотнище. «Республика создана на землях, которые входили в Российскую империю, когда существовала царская Россия, и люди вышли на референдум за право быть присоединёнными к русскому миру. По этой причине комиссия остановилась на варианте, который связан с флагом Российской империи», — пояснил выбор государственного символа Царёв.
17 июня 2023 года в Санкт-Петербурге на берегу Финского залива, в парке, посвящённом 300-летию города, на самых высоких в Европе флагштоках (179,5 м) торжественно подняли исторические флаги Российской империи (чёрно-жёлто-белый флаг), СССР и Государственный флаг Российской Федерации. Церемония была посвящена 330-летию бело-сине-красного флага Петра I, 165-летию чёрно-жёлто-белого флага, учреждённого Александром II, и 100-летию флага СССР.

## Восприятие

### Сторонники
Бо́льшую часть сторонников использования этого флага в наши дни составляют современные монархисты, а также русские националисты (от умеренных до радикальных).
Среди современных сторонников чёрно-жёлто-белого флага популярно утверждение, что в то время, пока этот флаг был государственным, Российская империя не проиграла ни одну войну. Ещё одним аргументом в пользу чёрно-жёлто-белого флага является то, что в годы Второй мировой войны в символике русских военных и полувоенных организаций, воевавших на стороне нацистской Германии и её союзников, этот флаг (в отличие от бело-сине-красного) никогда не встречался.
Из известных сторонников чёрно-жёлто-белого флага выделяются такие националистические деятели, как Александр Баркашов, Александр Белов-Поткин, Дмитрий Дёмушкин, Андрей Савельев, помощник президента Владимир Мединский и Владимир Жириновский, причём последний предлагал внести в Государственную думу законопроект об утверждении чёрно-жёлто-белого флага России в качестве официального.

### Противники
В настоящее время существуют противники чёрно-жёлто-белого флага, в том числе со стороны КПРФ и различных левых организаций. Так, в 2014 году депутат Государственной думы России от КПРФ и заместитель председателя Комитета Государственной думы по конституционному законодательству и государственному строительству Вадим Соловьёв посчитал предложение о возвращении чёрно-жёлто-белого флага в качестве государственного абсурдным и назвал это «пиар-акцией» членов ЛДПР. Он отметил, что от использования «имперского флага» отказалось ещё Временное правительство.
В современной России на массовых мероприятиях правоохранительные органы иногда изымают подобные флаги у их участников, несмотря на то, что чёрно-жёлто-белый флаг не включён в официальный список экстремистской символики.

## В искусстве
- Флаги чёрно-жёлто-белых (или бело-жёлто-чёрных) государственных цветов можно увидеть на полотнах художников, созданных во второй половине XIX века: в частности, на картинах М. А. Зичи «Александр II и шах Наср-эд-Дин во время парада на Царицыном лугу» (1874), А. П. Розанова «Ярмарка на Арбатской площади» (1877), В. М. Васнецова «Известие о взятии Карса» (1878) и других.
- В телесериале «Белая гвардия» режиссёра Сергея Снежкина чинами белой армии имперские чёрно-жёлто-белые флаги используются наряду с бело-сине-красными.
- В сериале «Полицейский с Рублёвки» в кабинете Яковлева висят и сам флаг, и портрет Александра III.
- Флагу посвящены песни российских ультраправых групп, такие как «Имперский флаг» (группа «Коловрат»), «Имперский флаг» (группа «Гр. Ом.»), «Коловрат на рукаве» (группа «Лабарум»), «Имперский флаг» (группа «Моя дерзкая правда»), «ЧЖБ» (группа «Проект Увечье»).

## Современное использование флага или его цветов

Флаг Курской области (с 1996 года)
Флаг «Российского общенародного союза»
Флаг «Движения против нелегальной иммиграции»
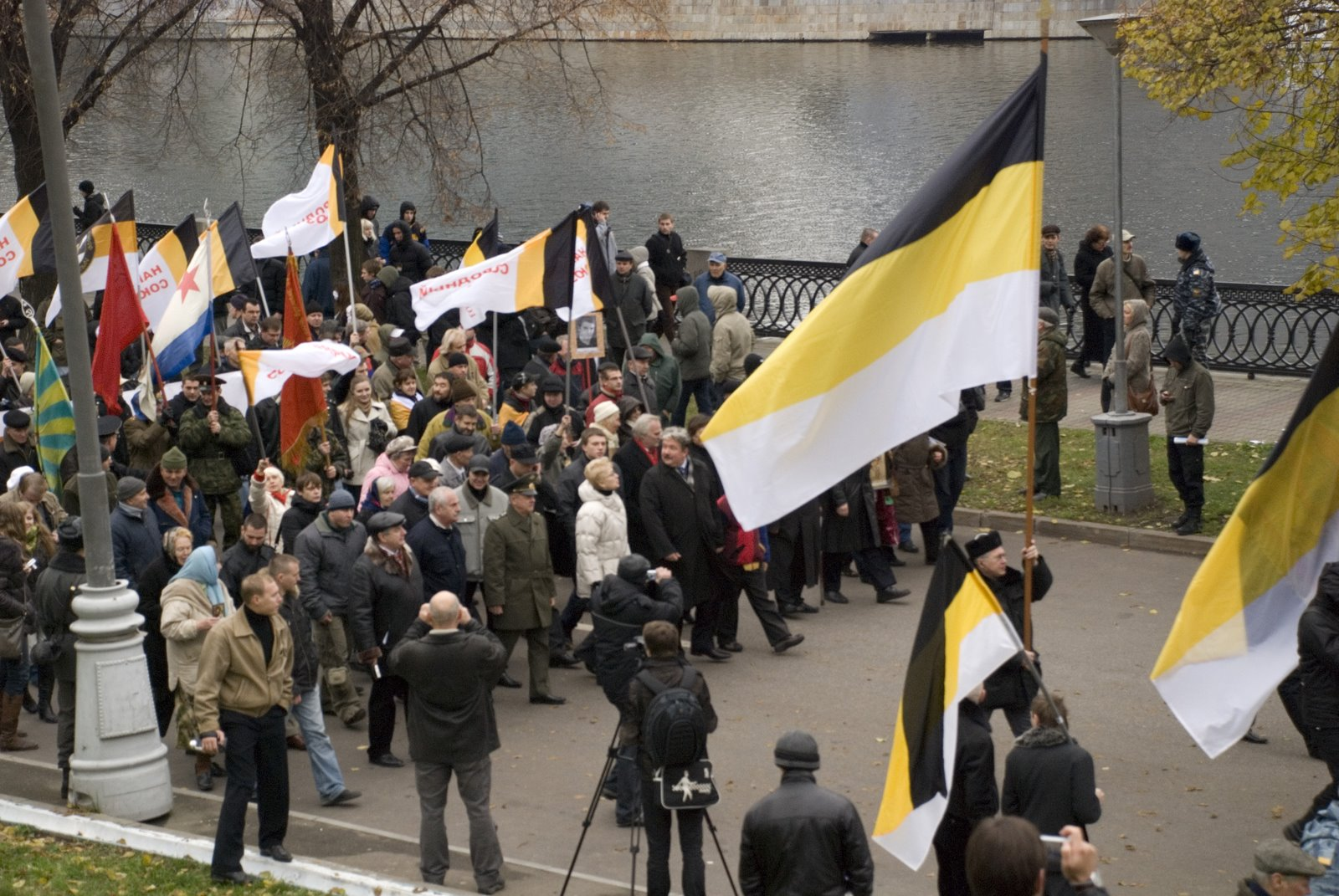
«Русский марш» в Москве, 2007 год
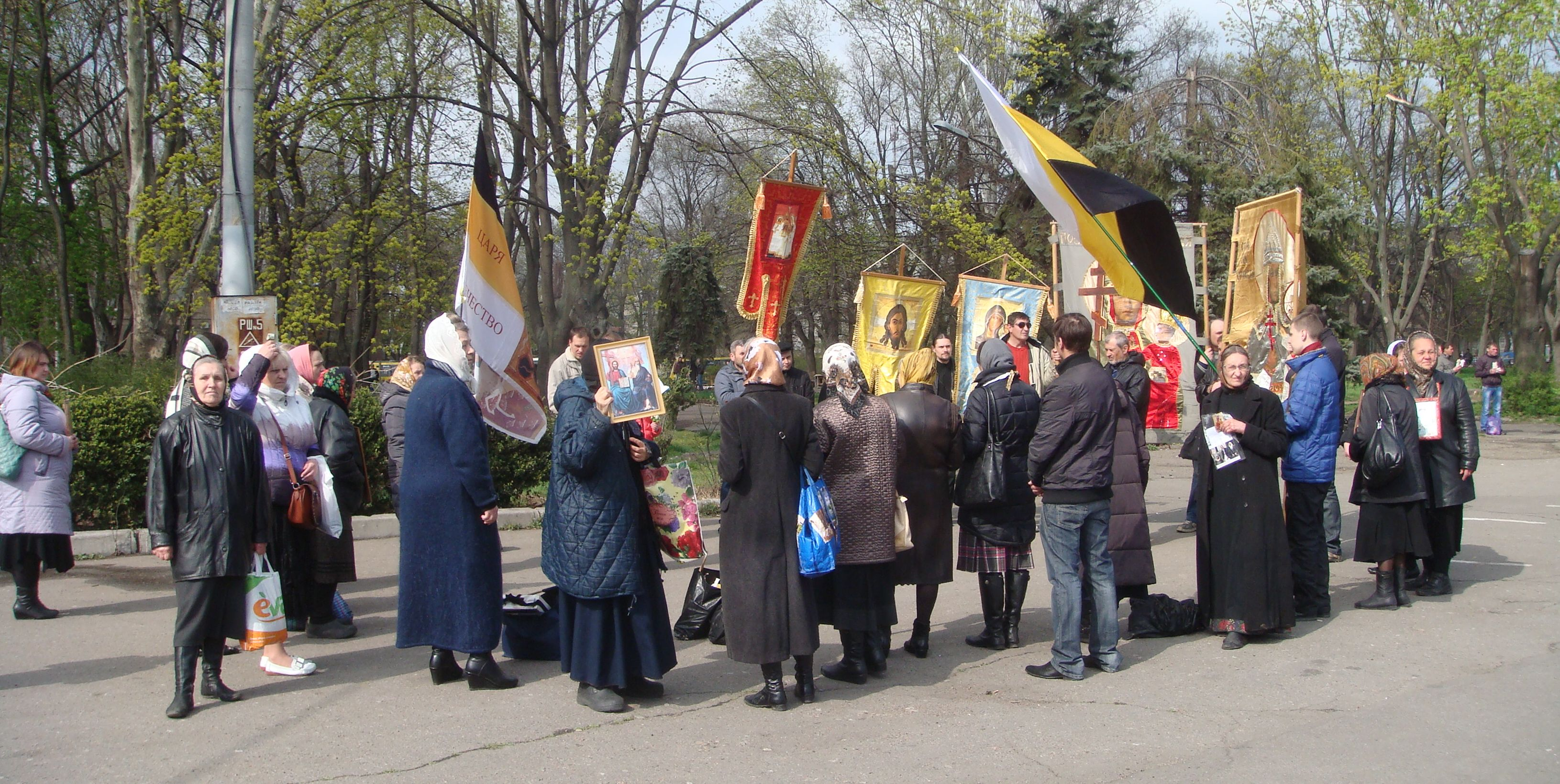
Противостояние в Одессе, 2014 год
Проект флага Новороссии, предложенный Олегом Царёвым в 2014 году
Нарукавный знак батальона «Спарта»
Нарукавный знак ДШРГ «Русич»

## Комментарии
1. ↑  Начиная с 1858 года в разное время цвета этого флага именовались «гербовыми цветами Империи», «государственными цветами», «национальными цветами», «цветами Российской Империи». Флаг также носил название «гербового народного флага» и «национального флага». В современном просторечии именуется «имперским флагом» или «имперкой».
2. ↑  Из текста узаконения: «В драгунских же и пехотных полках шляпы иметь с белыми шерстяными галунами без шнура, а вместо того шнура, нашивать на левой стороне белый шерстяной же бант, ибо оной Российской полевой знак…». При этом белый бант впервые появился при Петре I на шляпах почётного отряда кавалергардов во время коронации его супруги императрицы Екатерины Алексеевны в 1724 году.
3. ↑  Из текста узаконения: «шарфы сделать такие, как поныне у Инфантерских Офицеров имеются, или из двух цветов, а именно: Штаб-Офицерам красного цвета с серебром, а Обер-Офицерам красного и белого шелков, или по Российскому гербу Штаб-Офицерам из чёрного шёлку с золотом, а Обер-Офицерам из чёрного и жёлтого шёлку…»
4. ↑  Об учреждении медали было объявлено указом от 1 (13) января 1865 года, однако правила награждения этой медалью император Александр II утвердил несколько ранее — 5 (17) декабря 1864 года.
5. ↑  Кроме того, в 1910 году Ливадийско-Ялтинской потешной роте при сводном батальоне 52-го пехотного Виленского полка вручили знамя, которое состояло из белой, жёлтой и чёрной полос (в 1930-х годах, уже в эмиграции, это знамя передано Русскому кадетскому корпусу-лицею имени императора Николая II в Версале).
6. ↑  В сентябре 1914 года император Николай II повелел разрешить использование нового флага лишь для «украшения патриотических картин и изданий» (как печатный рисунок), а также для ношения в виде нагрудного значка или ручного флажка «как в частном быту, так и на разрешённых патриотических собраниях». При этом оговаривалось, что для украшения зданий в торжественные дни и во всех других случаях, когда допускается поднимать флаг или нести его в процессии, должен использоваться исключительно бело-сине-красный национальный флаг, а подъём нового флага-символа, содержащего в своём рисунке императорский штандарт, в этих случаях не допускался.